# Balma de Moror
La Balma de Moror es un jaciment situat al terme de Moror, a Sant Esteve de la Sarga, (Pallars Jussà), inclòs a l'Inventari del Patrimoni Arqueològic i Paleontològic de Catalunya.
La balma està situada entre el barranc de la Mora i el barranc dels Homes Morts. L'abric és format per l'erosió fluvial a les roques calcàries eocèniques de la zona. Es troba a uns 15 metres del curs d'un riu, amb una obertura de 25 metres d'ample, per 8 metres d'alt i de fons, orientada cap doble, cap al nord-est i al nord-oest.
El 1990 es va dur a terme una excavació per tal de poder conèixer la potència arqueològica del jaciment a base de dos sondejos. A partir de les troballes, formades per carbons i sílex, es data la balma del Paleolític superior, amb una cronologia d'entre el 33000a.n.e. fins al 9000a.n.e. Les troballes del jaciment són de carbons i, sobretot, esclats de sílex de procedència diversa i de tecnologia laminar que es troben en posició secundària.